# NGC 7306
NGC 7306 este o galaxie situată în constelația Peștele Austral. A fost descoperită în 30 iulie 1834 de către John Herschel. Se află la o distanță de 52,48 de megaparseci de Pământ.